# Gozdarstvo
Gozdarstvo je znanstvena veda in pridobitna dejavnost - je tudi gospodarska panoga. Namen gozdarstva je zagotavljati pogoje za trajno funkcioniranje gozda in racionalno pridobivanje. Opuščena soznačnica za pridobivanje lesa je izkoriščanje gozdov (eksploatacija gozdov).
Med dejavnosti gozdarstva, poleg pridobivanja, sodijo še gozdarsko načrtovanje, gojenje gozdov in spremljajoče gozdarske dejavnosti (npr. gradnja gozdnih prometnic, urejanje hudournikov, vzdrževanja gozdarske mehanizacije itd)
Dejavnosti gozdarstva dopolnjujeta raziskovalna in pedagoška dejavnost.

## Gozdarsko načrtovanje
Gozdarsko načrtovanje določa predvidene gozdarske dejavnosti v določenem obdobju. Osnovni namen gozdarskega načrtovanja je ugotoviti obstoječe stanje gozdov (sestojev), določiti dosegljive gojitvene cilje in predpisati dovoljene ukrepe oziroma posege, ki gozdu (še) omogočajo doseči postavljene cilje (izboljšanje stanja). 

Gozdarska stroka razlikuje dolgoročno ureditveno načrtovanje' in izvedbeno oziroma gojitveno načrtovanje. 
 Desetletni Ureditven načrt podaja okvirne smernice in omejitve pri posegih v gozd v obdobju; npr. desetletni etat. Detajlni gojitveni in sečno-spravilni načrt se sestavi pred predvidenim odkazilom in sečnjo v sestoju. Upošteva smernice ureditvenega načrta pri konkretni izvedbi poseka.

## Gojenje gozda
Gojenje gozda je gozdarska dejavnost, katere temeljna naloga je ohranjati gozd v optimalnem stanju, oziroma ga temu stanju spet približati.
 
Vedeti je treba, da z umetnimi ukrepi ni mogoče neposredno izboljšati naravno obstojnost in produktivnost gozda. To je zmožen le ohranjen gozd! Zato se z gojenjem gozda skuša zagotoviti pogoje, da bo gozd v čim boljši kondiciji za naravno funkcioniranje .
Z gojenjem se prizadeva ohranjati naraven gozd. Tak gozd lastniku trajno omogoča najvišji nivo zadovoljevanja materialnih potreb, gozdu pa zanesljiv obstoj in naravno delovanje. Omogoča torej, racionalno pridobivanje gozdnih proizvodov, brez tveganja za gozd.

Izboljšanje in ohranjanje gozda je odvisno od uspešnega funkcioniranja naravnih procesov v interakciji okoljskih dejavnikov. Naloga gojenja je zagotoviti takšno stanje gozda, da bo njegovo optimalno funkcioniranje možno. Preprečiti, ali vsaj omejiti mora posege, ki tako delovanje ovirajo.

Ključna procesa za naravno funkcioniranje gozda sta  fotosinteza in biosinteza. V obeh gre spajanje organskih snovi v biomaso. Procesa najbolj intenzivno potekata v vitalnih osebkih, ki so ključni za delovanje ekosistema. Vitalni osebki so vitalno ogrodje zgradbe gozda.
Naloga gojenja je vitalne osebke prepoznati in jih zavestno ohranjati v gozdu. V njem morajo ostati, dokler intenzivno priraščajo, proizvajajo biomaso in les! Tisti, ki priraščanja niso več zmožni, so sečno zreli. Po načelu sonaravnosti, jih je dopustno uporabiti. Nameniti za posek, oziroma za pridobivanje lesa.

Z vidika gojenja gozdov je posek vitalnih dreves vsiljen, gozdu tuj, vendar zavesten poseg v gozdno zgradbo. Ugotavlja se z gozdarskim načrtovanjem in izvaja kot gojitven ukrep. To pomeni, da mora biti intenzivnost poseka (jakost in pogostost) zmerna in podrejena funkcionalnim potrebam gozda. Omogočati mu mora trajno ohranitev in optimalno delovanje.
Zaradi visokih ciljev pridobivanja, se skuša produkcijo biomase pospešiti z gojitvenimi posegi. To je sicer teoretično možno, vendar v omejenem obsegu. Določen je s potencialom narave, njenimi omejitvami in zmožnostmi (limiti).
Rast je možno pospešiti le z dodajanjem okoljskega dejavnika, ki je v gozdu najbolj omejen (Liebigovo pravilo minimuma). Običajno je to svetloba. Med drevesne krošnje v sestoju se dovaja s svetlobnim redčenjem. Izbiralno redčenje lahko začasno povzroči t. i. rastni pospešek. Pri tem je treba vedeti, da je gozdno drevje v tisočletni evoluciji uveljavljeno rastje, ki optimalno funkcionira pri minimalnih odmerkih svetlobe. Zato rastni pospešek lahko učinkuje le, če je svetlobe res premalo - toda v krošnjah dreves, na gozdnih tleh! Poleg tega je rastni pospešek praviloma manjši od prirastka, ki se ga izloča z redčenjem. Zato je nesmiselno s presvetlitvami gozda pretiravati. Nasprotno velja, kadar se v gozdu močneje razraste trava in grmovje, je to zanesljiv znak, da se je s posegi že pretiravalo. V takem primeru je po nepotrebnem zmanjšana tudi produkcija biomase, oziroma lesa.
Zavesten premislek o smotrnosti gojitvenih posegov je potreben pri vseh gozdarskih posegih v gozd, tudi pri gojitvenih. Pri obnovi, negi in varstvu gozda.
Med aktualne gojitvene ukrepe spadajo: 
 - umetna obnova gozda: priprava tal (za saditev) in pogozdovanje gozdnih praznin. Naravna obnova gozda (pomladitev) je naravni proces in praviloma poteka samodejno. Zato ni gojitven ukrep.
 -  nega gozda temelji na izločanju neželenih osebkov iz sestoja: obžetev plevela, čiščenja grmovja in predrastkov, ter izbiralno redčenje, pri katerem se sprošča rastni prostor izbrancem. 
 -  varstvo gozda: vrsta ukrepov za preprečevanje poškodb po živalih (podlubniki, rastlinojedi). V ta namen se uporablja preprečevalne in zatiralne ukrepe, ter zaščitna sredstva in naprave.
 
- gojitvene ukrepe kot npr. vnašanje (introdukcija) vrednejših drevesnih vrst (žlahtnjenje) in izboljšanje (melioracija) gozdnih tal z apnenjem in gnojenjem, se danes ne uporablja več.
Fizična zmožnost gojenja gozdov je objektivno omejena. Kajti, z umetnimi ukrepi, ni možno delati naravnega gozda! Treba pa je spremeniti odnos do gozda in ravnanje z njim. Odgovornost za stanje in funkcioniranje gozda se mora podrediti naravnim zakonitostim, ne pa zahtevam lastnikov in koncesionarjev. Tako, kot je lepo zapisano v deklaraciji o ravnanju z gozdovi in v slovenskem zakonu o gozdovih: rešitev je sonaravnost in sonaraven gozd!
V kriznih časih zmanjkuje denarja tudi v gozdarstvu. Lepa prilika za streznitev in spreobrnitev. Namesto tehnološko dovršenega izrabljanja zadnjih gozdnih rezerv, bi moral tudi na Slovenskem obveljati že dolgo poznan princip: ekologija = ekonomija. In ne obratno, kot je to sedaj!
Naša domovina že dolgo ni več porušena. Zato mora spet priti na vrsto gozd, da si malo oddahne. Če tega ne bomo sprevideli in sprovedli, kmalu ne bo, ne ekologije, da bi jo "popravljali", ne ekonomije izpraznjenega gozda, ne dobrin iz njega.

## Pridobivanje gozdnih proizvodov
Gozdni proizvodi so materialne dobrine, ki nastajajo v gozdu. Najpomembnejši gozdni proizvod je les. Zaradi specifične teže lesa (900 kg/m3) in težavnega terena, kjer nastaja, je pridobivanje lesa , izredno zahtevna naloga. Zahteva posebno znanje in opremo.

Prva delovna faza pridobivanja lesa je sečnja. V tej fazi se drevo podre, oklesti in razreže (skroji) v lesne sortimente (hlode). Sledi spravilo lesa s posebnimi gozdarskimi traktorji, ki transportirajo lesne sortimente, od panja do skladišča na kamionski cesti. Spravilo sestoji iz zbiranja sortimentov na sečišču (običajno z vitlom), vlačenja po gozdni vlaki in skladiščenja na kamionski cesti (rampi). Nato sledi prevoz lesa s posebej opremljeni kamioni (z nakladalno napravo), po kamionski cesti do porabnika.

Pridobivanje lesa je zelo problematična dejavnost za gozd. Zato mora biti dovoljeni posek lesa (etat), skrbno načrtovan, kontroliran in izveden. Korektno upoštevana pravila gozdarske stroke pri poseku in spravilu, omogočajo gozdu uspešno regeneracijo.

Pridobivanje ostalih gozdnih proizvodov ni tako intenzivno in je za gozd manj obremenjujoče. Kljub temu je tudi pridobivanje ostalih gozdnih proizvodov naravno omejeno (limitirano). Zato njihovo pridobivanje urejajo predpisi. Pri pridobivanju velja posebej opozoriti na obzirnost pri nabiranju zdravilnih zelišč, cvetja, gob, plodov.
Posebno zvrst pridobivanja v gozdu, predstavlja lovska dejavnost, lovstvo. Poleg same koristi od lova (trofeje, divjačina, strast in rekreacija), mora lovstvo poskrbeti tudi za naravno ravnotežje v ekosistemu. Zaradi odsotnosti zveri v njem, morajo lovci prevzeti njihovo funkcijo regulatotja številčnosti rastlinojedov . Od uspešnosti lovstva je pomembno odvisen tudi razvoj gozda (pomlajevanje).